# 도요쓰역 (후쿠오카현)
도요쓰역(일본어: 豊津駅)은 일본 후쿠오카현 유쿠하시시에 위치한 헤이세이 지쿠호 철도 다가와 선의 철도역이다. 상대식 승강장 2면 2선의 구조를 갖춘 지상역이다.

## 타는 곳
| 서쪽 | ■ 다가와 선 | 상행 | 미야코이즈미 · 유쿠하시 방면                 |
| 동쪽 | ■ 다가와 선 | 하행 | 사이가와 · 다가와이타 · 가나다 · 노가타 방면 |

## 역 주변
- 이마가와 강
- 국도 제496호선
- 후쿠오카 현도 58호 시다카쓰야마 선

## 역사
- 1895년 10월 1일 : 호슈 철도의 역으로서 개업.
- 1901년 9월 3일 : 규슈 철도가 호슈 철도를 합병.
- 1907년 7월 1일 : 규슈 철도가 국유화. 관설 철도의 역이 됨.
- 1963년 2월 1일 : 화물 취급 폐지.
- 1987년 4월 1일 : 일본국유철도 분할 민영화에 의해, 규슈 여객철도에 승계.
- 1989년 10월 1일 : 헤이세이 지쿠호 철도로 이관.
- 2009년 4월 1일 : 네이밍 라이트에 의해 '산토미'의 애칭이 붙음.

## 인접 역
| 헤이세이 지쿠호 철도 ■ 다가와 선 | 헤이세이 지쿠호 철도 ■ 다가와 선 | 헤이세이 지쿠호 철도 ■ 다가와 선 |
| -------------------------------- | -------------------------------- | -------------------------------- |
| 이마가와캇파 유쿠하시 방면       | ■ 다가와 선                      | 신토요쓰 다가와이타 방면         |